# انتقام (روزنامه)
انتقام نام یکی از مطبوعات استان فارس در دوران قاجاریه است.
این روزنامه از سال ۱۳۳۴ هـ. ق به وسیله محمدحسن ناصرالاسلام، در شیراز به چاپ رسیده است.